# Shinken
Pour les articles homonymes, voir Shinken (homonymie).
Un shinken (真剣) est un katana authentique, véritablement aiguisé, pouvant être utilisé comme arme. Souvent, il s'agit d'un katana de facture moderne et contemporaine. Le shinken, de par sa nature d'arme, est tranchant comme tout vrai sabre ou épée et est donc principalement utilisé pour les coupes en battōdō. Il est aussi employé pour les katas de iaido et de kendo, à partir du 4e dan.
Son caractère tranchant en fait en France une arme blanche de catégorie D.
Il s'oppose au iaitō, katana non tranchant essentiellement destiné à l'entrainement. 